# Northward (album)
Northward je debutové studiové album nizozemsko-norské hardrockové hudební skupiny Northward. Vydáno bylo 19. října 2018 prostřednictvím společností Nuclear Blast. Napsáno bylo již během let 2007 a 2008 zpěvačkou Floor Jansen a kytaristou Jørnem Viggo Lofstadem, kvůli nabytému programu obou hudebníků ovšem došlo k nahrávání až v roce 2017.

## Seznam skladeb
| Pořadí         | Název             | Délka |
| -------------- | ----------------- | ----- |
| 1.             | While Love Died   | 4:37  |
| 2.             | Get What You Give | 4:00  |
| 3.             | Storm in a Glass  | 3:48  |
| 4.             | Drifting Islands  | 3:46  |
| 5.             | Paragon           | 5:19  |
| 6.             | Let Me Out        | 4:18  |
| 7.             | Big Boy           | 4:28  |
| 8.             | Timebomb          | 4:37  |
| 9.             | Bridle Passion    | 2:54  |
| 10.            | I Need            | 4:43  |
| 11.            | Northwards        | 7:27  |
| Celková délka: | Celková délka:    | 49:57 |